# آيت سيدي يوسف (أم ربيع)
آيت سيدي يوسف هي إحدى مشيخات المملكة المغربية، تتبع جغرافيا لإقليم خنيفرة وإداريًا لأم ربيع. يقدر عدد سكانها بـ 1379 نسمة حسب الإحصاء الرسمي للسكان والسكنى لسنة 2004.